# Lábatlan

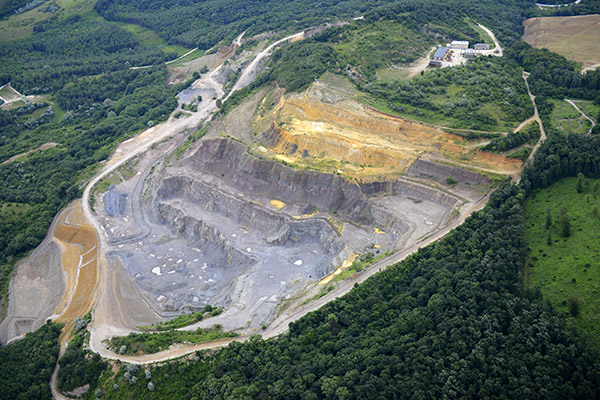
Bersekbánya légi fotón

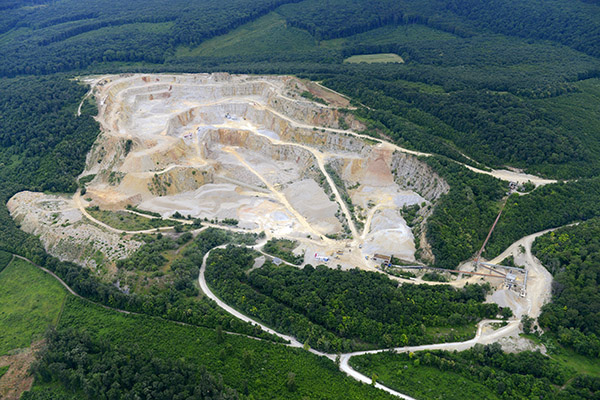
Kecskekő mészkőbánya légi felvételen

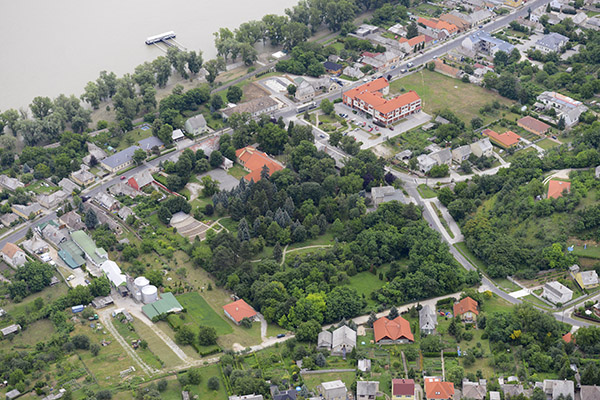
Piszke, Gerenday-kert és a hajókikötő légi fotón

Lábatlan  (németül: Labeland) város Komárom-Esztergom vármegyében, az Esztergomi járásban.

## Fekvése
A Duna mentén fekszik, a Gerecse északi lábainál, az országhatáron. A határ magyar oldalán csak két településsel határos közvetlenül: kelet felől Nyergesújfaluval, nyugat felől pedig Süttővel. Délkeleti irányban a legközelebbi település Bajót, de a közigazgatási területeik nem érintkeznek.
Észak felől a legközelebbi szomszédos település a Szlovákiához tartozó Karva (Kravany nad Dunajom), a Duna túlpartján.

### Megközelítése
Legfontosabb közúti megközelítési útvonala a régi Budapest-Bécs útvonal, vagyis a 10-es főút, ez végighúzódik a területén kelet-nyugati irányban. Bajóttal az 1126-os út köti össze.
A hazai vasútvonalak közül a Esztergom–Almásfüzitő-vasútvonal érinti, melynek két megállási pontja van a határai között: Budapest-Esztergom felől előbb Lábatlan vasútállomás, a belterület keleti szélén, majd Piszke megállóhely, a névadó településrész központja közelében.

## Nevének eredete
A Lábatlan név eredetét nem lehet hitelesen megállapítani, illetve magyarázat gyanánt számos monda született az idők során. Ezek közül egyik az, amely szerint egy magyar királyt fogságba ejtettek az ellenség fegyveresei, majd összebilincselték egyik hű katonájával. A katona viszont levágta saját lábát, hogy a király el tudjon menekülni. Hálából a király a katonájának a Lábatlan nevet adta, s mellé adományozta mindazokat a földeket, amelyeken e község kialakult. Egy másik verzió szerint egy Lábatlan György nevű vitéz lehetett itt az első birtokos, aki egy háborúban vesztette el egyik végtagját; továbbá van olyan változat is, amely szerint egy lábatlan remete élt itt és az ő emlékét őrizheti a helynév.
Piszke község régi neve a hagyomány szerint Duna Nedecze volt, amelyet később változtattak a jelenlegi nevére.

## Története
A település hajdanán két községből állt: Lábatlanból és Piszkéből (németül Fischern), amiket 1950-ben egyesítettek.
Amit Lábatlan múltjáról bizonyosan tudni lehet, hogy a Zovard nemzetség ősi birtoka volt, tehát hazánk legrégebbi települései közé tartozik. Minden bizonnyal a honfoglalás óta lakott. A rómaiak korában a Duna mellett vezetett a határvonal (limes), amely a világtörténelem egyik legnagyobb katonai védereje volt. Erről Tokodon és Nyergesújfalun megerősített tábor, Lábatlanon, Neszmélyen és Dunaalmáson őrtorony tanúskodik.
Piszke falu a Duna kanyarulatában épült, a település neve valószínűleg a szláv pesek (durvaszemű homok, vagy murva) szóból származik, amely a nyelvészek szerint a Duna aranytartalmú homokjával hozható összefüggésbe. A hagyomány szerint a község neve Duna Nedecze volt, melyet később változtattak Piszkére. A falunak csak a főutcája fekszik sík területen, az összes többi utca hegyen vagy hegyoldalon van.
III. Béla király német lakosságot telepített ide.

### Lábatlan
Lábatlan legkorábbi okleveles emléke 1267-ből maradt meg, amikor IV. Béla a Zovárd nemzetségből származó Miklósnak, főlovászmesterének 18 eke földet adományozott Lábatlanon. Miklós mester Lábatlanon kívül a környéken is birtokokat szerzett: 1295-ben megvásárolta Udvarnok birtokot is.
1300-ban a szomszédos Basztély nemzetségbeli András fia Miklós megtámadta és kifosztotta Udvarnokot, ami miatt a Zovárdok bírósághoz fordultak  és a per ítélete alapján kárpótlásképpen megkapták Sárás, Bajna és Vigan birtokokat is.
1322-ben, Károly Róbert király idején a nemzetség tagjai közül Miklóst és Péter nevű testvérét hamis pénzverés vétségével gyanúsították meg, ezért a király a nemzetséget "jószágvesztésre" ítélte. Birtokaikat csak évtizedek múlva sikerült részben visszaszerezni.
A település a 14. század elejétől fejlődésnek indult, lakossága növekedett. A kereskedelmi útvonalak közelségének köszönhetően a község lakosai bekapcsolódhattak a piaci árutermelésbe. 1440-ben már állt a mai református templom egy Árpád-kori templom romjain. A 17-18. században Lábatlanon és Karván a Nedeczky család majorságot tartott fenn.

### Piszke
Piszke nevét az oklevelekben 1300-ban említik először Pyzke alakban. Ekkor élt Piszkei János királyi ember, aki Bajnán járt el királyi ügyben.
1333-ban egyházának papja 2 garas, 1334-ben ugyancsak 2 garas pápai tizedet fizet.
1385-ben Lábatlani Helsinki Pál leánya és férje birtokolta mindkét községet.
1502-ben bajnai Both András horvát báné volt, 1519-ben pedig Bajoni János, Erdődi Bakócz Tamás érsek és Maithényi György voltak birtokosai. 1551-ben az Apponyiak, 1559-ben a Dersffyek, 1651-ben pedig a Hrasztovánszky család birtoka volt, 1678-ban pedig Nagybaráti Huszár István nyerte királyi adományul.
1702-ben Huszár Imre lábatlani birtokosé volt, ekkor Duna-Nedeczével együtt, mint puszta, Lábatlanhoz tartozott. Az 1732. évi egyházlátogatási jegyzőkönyv leírása szerint ekkortájt települt újra sváb lakossággal. Földesura ekkor báró Gyulay Ferenc volt. 1755-ben Nedeczky Ferenc, a későbbi alispán, továbbá az Ujlaky, a Lehóczky és a Hegyi családok mint lábatlani birtokosok földesúri hatósága alá tartozott.
A 18. század végén, 1785 körül Nedeczky Ferenc, Komárom vármegyei főpénztárnok birtokába került. Gyermekei 1815-ben osztozkodtak meg az örökségen. A piszkei birtok ekkor a legidősebb fiúé, Ferencé († 1845) lett.
1876-ban Komárom vármegyéből Esztergom vármegye területéhez került.
Lábatlan és Piszke a történelem során többször cserélt gazdát. A község nagy emberei, tulajdonosai között meg kell említeni a Lábatlani, a Nagybaráti Huszár, a Nedeczky, a Reviczky, a Gerenday családot, Ratkovics Pál, Miskolczi József nevét.
A község első gyáralapítása a Gerenday család nevéhez fűződik, ők piszkei márványt termeltek ki, amit Budapesten dolgoztak fel. Később Gerenday Antal hajóállomást is szerzett Piszkének, ahol a bécsi hajó is kikötött, és a kőfaragó üzemben készült árut hajóval szállították Pestre. Iskolája, állami elemi népiskola, iparostanonc és ismétlőiskola 1903-ban épült.
1944. március 19-én németek szállták meg a két falut, a zsidókat kitelepítették. A faluk a következő év március 28-án szabadultak fel.
1950. szeptember 6-án Lábatlan és Piszke nagyközségeket Lábatlan néven egyesítették. Az egyesítés után az élet minden területén gyors fejlődés indult meg. A nagyközség a városi címet 2004. július 1-jén nyerte el.

## Közélete

### Polgármesterei
- 1990–1994: Sztankovics Ferenc (független)[3]
- 1994–1998: Sztankovics Ferenc (független)[4]
- 1998–2002: Török István (független)[5]
- 2002–2006: Török István (független)[6]
- 2006–2010: Török István (független)[7]
- 2010–2014: Dinnyés István Gábor (független)[8]
- 2014–2019: Dinnyés István Gábor (független)[9]
- 2019–2024: Teller Péter (független)[10]
- 2024– : Teller Péter (független)[1]

## Ipar
A község történetéhez szorosan kapcsolódik az ipar kialakulása. A Lábatlani Cementgyár létesítése, s ezzel Lábatlan iparosodásának megalapozása Konkoly Thege Balázs és Hanning Mátyás nevéhez fűződik, első igazgatója (1872-től) Wendland Károly volt. A gyár először egy 16 kamrás körkemencéből és egy 60 méteres kéményből állt. 1887-ben épült egy nagy aknakemence. A külföldi tőke beáramlása iparilag és néprajzilag is megváltoztatta Lábatlan településének jellegét. A lábatlani cement jó minőségével növelte a falu hírnevét és keresett építőanyag-ipari termékké vált. Nagymértékű gyárépítés kezdődött 1952-ben. Ennek során a régi gyárat csaknem teljes egészében lebontották, és helyébe teljesen új, korszerű üzem épült. Elkészült a modern irodaépület, külön közfürdő is létesült a sportolók és a község lakossága részére. Svájci tulajdonosa lett a gyárnak. 2012 októberében bejelentették, hogy a gyárat lebontják és barnamezős ipari területként az önkormányzathoz kerül.
1908-ban kezdte működését az azbesztcement-papírgyár. Miskolczi József 1925-ben beszerzett egy papírgépet. Ezzel középfinom csomagolópapírt, kalapcsomagoló-papírt, egészségügyi papírt, dohánypapírt gyártottak. 1965-ben megkezdték az üzem korszerűsítését. 2 millió forintos beruházással megkezdődött a Lábatlani Vékonypapírgyár építése. Ez Közép-Európa egyik legnagyobb és legmodernebb gyára. A gyárat 2009 márciusában felszámolási eljárás során bezárták, előtte Piszke Papír Rt. néven üzemelt.
1943 nyarán indult be a vasbeton-aljak gyártása. A gyár 1952-ben munkásszállót, 1954-ben lakótelepet létesített. 1964-ben mezőgazdasági betonelemek gyártása kezdődött meg. A gyár 1993-tól Pfleiderer Lábatlani Vasbetonipari Rt. néven működött 86%-os német tulajdonban. 2006-tól az AXA Private Equity megvette a Pfleiderer Gmbh vasúti alj gyártó üzletágát és átnevezte RAILONE-ná. A magyar cég neve innentől Lábatlani Vasbetonipari Zrt. 2013-tól a német anyacég és leányvállalatainak új tulajdonosa a PCM Group of Industries indiai cégcsoport.
Lábatlant és környékét, a Pisznicei-hegységet nagy mennyiségű vörös márvány alkotja. A bányaművelést a 19. század végén indították meg. Ekkor lendült fel Piszke községben a kőfaragó ipar. A kőfaragók világszerte hírnevet szereztek értékes szobrászati és épületszobrászati termékeikkel. Innen szállították a Parlamenthez, a Halászbástyához, a Hilton Szállóhoz, a Duna Szállóhoz, az esztergomi bazilika Bakócz-kápolnájához, a bécsi Belvedere Palotához is a szebbnél szebb márványokat. Néhány évvel ezelőtt azonban a lábatlani kőfaragó telep is megszűnt.

## Népesség
A település népességének változása:
| Lakosok száma | 4968 | 4934 | 4839 | 4858 | 4902 | 4928 | 4888 |
|               | 2013 | 2014 | 2015 | 2021 | 2022 | 2023 | 2024 |

A 2011-es népszámlálás során a lakosok 84,8%-a magyarnak, 1,5% cigánynak, 1% németnek, 0,2% románnak mondta magát (15,1% nem nyilatkozott; a kettős identitások miatt a végösszeg nagyobb lehet 100%-nál). A vallási megoszlás a következő volt: római katolikus 32,7%, református 11,3%, evangélikus 0,6%, görögkatolikus 0,3%, felekezeten kívüli 23,6% (30,9% nem nyilatkozott).
2022-ben a lakosság 83,6%-a vallotta magát magyarnak, 0,9% németnek, 0,6% cigánynak, 0,2% románnak, 0,2% lengyelnek, 0,1-0,1% ukránnak és szlováknak, 2,1% egyéb, nem hazai nemzetiségűnek (16,2% nem nyilatkozott; a kettős identitások miatt a végösszeg nagyobb lehet 100%-nál). Vallásuk szerint 25,2% volt római katolikus, 9,1% református, 0,4% evangélikus, 0,4% görög katolikus, 0,1% ortodox, 0,3% egyéb keresztény, 0,7% egyéb katolikus, 18,7% felekezeten kívüli (45,1% nem válaszolt).

## Nevezetességei
- Gerenday Arborétum
- Református templom
- Reviczky-kúria